# Comuna Inhuleț, Bilozerka
Inhuleț (în ucraineană Інгулець) este o comună în raionul Bilozerka, regiunea Herson, Ucraina, formată din satele Iasna Poleana, Inhuleț (reședința) și Telmana.

## Demografie
Componența lingvistică a comunei Inhuleț
     Ucraineană (87,59%)
     Rusă (10,24%)
     Alte limbi (0,69%)
Conform recensământului din 2001, majoritatea populației comunei Inhuleț era vorbitoare de ucraineană (87,59%), existând în minoritate și vorbitori de rusă (10,24%) și armeană (1,34%).